# 14-Diarios de la Primera Guerra Mundial
14 - Diarios de la Primera Guerra Mundial es una serie de televisión Docudrama sobre la Primera Guerra Mundial que mezcla escenas de ficción con imágenes de archivo y con animaciones. Todos los episodios fueron dirigidos por Jan Peter, y los autores de la serie fueron Jan Peter y Yury Winterberg.En calidad de asesores dramático trabajaron en el desarrollo de la serie, el productor y guionista holandés Maarten van der Duin y el escritor para la BBC Andrew Bampfield. La serie está basada en una idea de Gunnar Dedio, productor de la compañía cinematográfica Looks y de Ulrike Dotzer, Jefa del Departamento de ARTE en Norddeutscher Rundfunk.

## Sinopsis
Los episodios individuales de las series cuentan la historia de la Primera Guerra Mundial, no desde la perspectiva de los políticos y los militares; sino desde la perspectiva de los soldados, amas de casa, obreros, enfermeras y niños. En total hay 14 personajes principales. Escenas significativas de sus vidas fueron filmadas y entrelazadas. El resultado no es solo una historia política o militar de la Primera Guerra Mundial, sino también una historia que capta de manera conmovedora sentimientos y estados de ánimo de los protagonistas.

## Producción

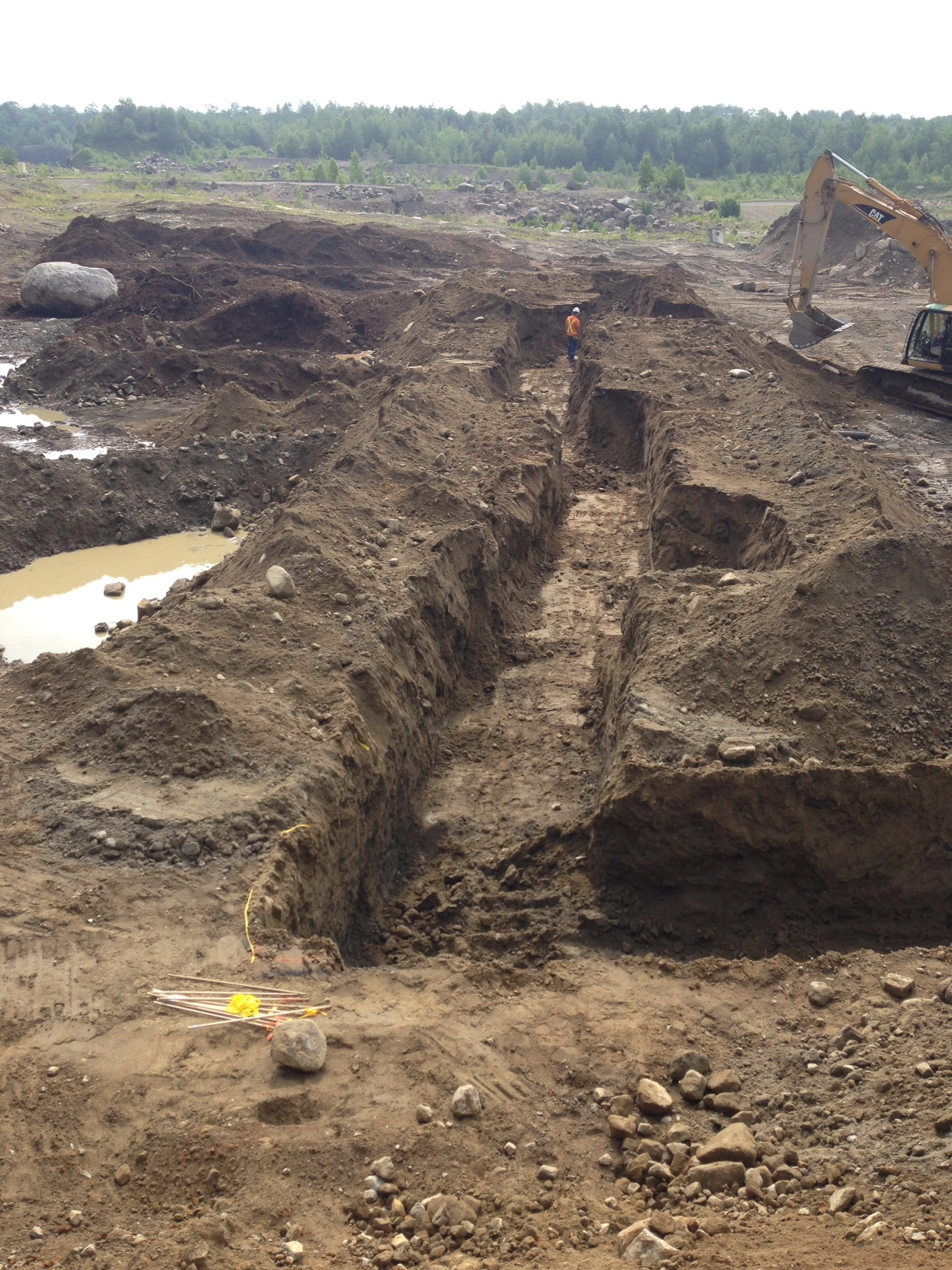
Saint-Jerôme, Quebèc

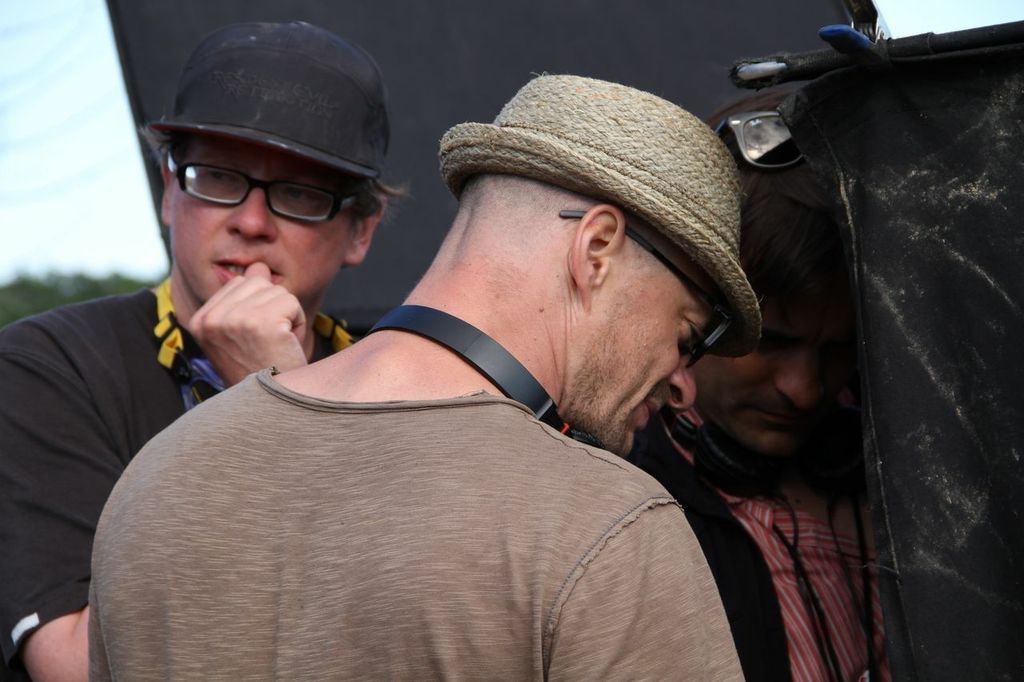
Director Jan Peter y fotógrafo durante el rodaje en Canadá

La serie fue producida por LOOKS Film Leipzig, Les Films d'Ici Paris y Filmoption Internacional de Montreal.

### Desarrollo
Los guiones se basaron en los diarios y las cartas de hombres y mujeres que experimentaron la Primera Guerra Mundial en Alemania, Francia, Reino Unido, Italia, Austria-Hungría, Rusia y Estados Unidos, que escribieron durante el período 1914-1918. Más de 1000 revistas y colecciones de cartas fueron examinadas y 14 historias conmovedoras de la Primera Guerra Mundial fueron seleccionadas de esta compilación. En general, la selección de los diarios y el trabajo de desarrollo posterior llevó cuatro años.

### Material de Archivo
Para la serie se utilizó material de archivo cinematográfico y fotográfico de un total de 71 archivos en 21 países. La mayoría del material proviene de British Pathé  (Reino Unido), Gaumont Pathé (Francia), Krasnogorsk (Rusia), Bundesfilmarchiv (Alemania), Österreichisches Filmmuseum, the National Archives and Records Administration(EE. UU.) y el Museo Imperial de la Guerra.

### Rodaje
La serie fue filmada en Francia, Canadá y Alemania.El rodaje duró un total de 50 días. La parte francesa de la filmación tuvo lugar en los alrededores de Estrasburgo.Las locaciones fueron en su mayoría lugares históricos como una fábrica de cerveza abandonada o el castillo de  Frœschwiller.
La parte canadiense del rodaje tuvo lugar en la provincia de Quebec.Entre las locaciones estaban: una vieja cantera al norte de Montreal, donde se construyó un sistema de trincheras.

### Team
| Director                 | Jan Peter                                                                                       |
| Guionistas               | Jan Peter, Yury Winterberg, Maarten van der Duin, Andrew Bampfield, Stephan Falk, Florian Huber |
| Fotografía               | Jürgen Rehberg                                                                                  |
| Música                   | Laurent Eyquem                                                                                  |
| Diseño de Producción     | Patric Valverde, Michel Marsolais                                                               |
| Diseño de Vestuario      | Valerie Adda                                                                                    |
| Edición & Diseño Gráfico | Susanne Schiebler                                                                               |
| Edición                  | Martin Schröder, Jasmin Hoffhaus                                                                |

## Protagonistas

### Sarah Broom MacNaughtan
Sarah Broom MacNaughtan nació el 26 de octubre de 1864 en Partick, Escocia. Después de haber servido en la Guerra de los Bóeres donde tuvo experiencia como enfermera. En 1914, cuando se buscaron ayudantes para el ejército británico en Bélgica, ella se ofreció voluntariamente. En 1915 fue testigo del primer ataque con gas en Ypres. MacNaughtan murió el 24 de julio de 1916 a la edad de 51 años.

### Charles Edward Montague
Charles Edward Montague nació el 1 de enero de 1867, hijo de un sacerdote católico y se crio en Londres. Después de graduarse, se dedicó al periodismo. Montague estaba contra la guerra y era pacifista - hasta el verano de 1914. A pesar de sus 47 años, se ofreció como voluntario de guerra. Tras la guerra retomó su carrera periodística, pero se retiró poco después para pasar su vejez como escritor. Charles Edward Montague murió el 28 de mayo de 1928 en la edad de 61 años.

### Käthe Kollwitz
Käthe Kollwitz nació el 8 de julio de 1867 en Königsberg. La artista alemana era una socialista confesa y pacifista. Pero cuando empezó la guerra, no pudo eludir el espíritu patriótico de optimismo en Alemania. Su hijo Peter se ofreció como voluntario para el servicio militar y marchó a Bélgica en 1914. Käthe Kollwitz murió el 22 de abril de 1945 en Moritzburg a la edad de 77 años, unos días antes del final de la Segunda Guerra Mundial.

### Ethel Cooper
Ethel Cooper nació el 24 de diciembre de 1871 en el norte de Adelaida. Entre 1897 y 1906, estudió música en Leipzig, pero regresó temporalmente a Australia. Desde 1911, Leipzig se convierte en su hogar adoptivo. Cuando estalló la guerra, se encontró de repente se considera un enemigo extranjero. Ella fue espiada y sufrió hambre y enfermedades, pero no se le permitió salir del país. Caroline Ethel Cooper murió el 25 de mayo de 1961 en Malvern, Australia a la edad de 90 años.

### Louis Barthas

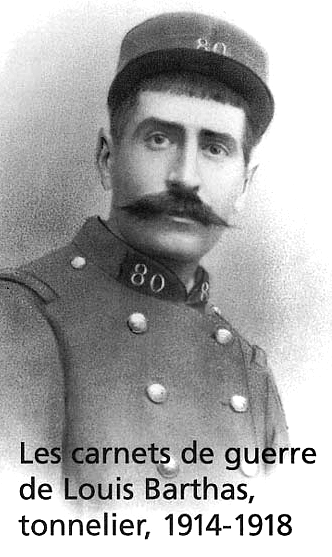
Louis Barthas (1879–1952)

Louis Barthas fue el hijo de un fabricante de barril y una costurera. Nació el 14 de julio de 1879 en la región vitivinícola francesa de Languedoc. Él tomó la profesión de su padre. A los 35 años de edad Barthas fue reclutado en el ejército reservational. En los últimos días de 1914 se encontró en uno de los tramos más peligrosos del frente alemán-francés y experimentó los horrores de la guerra de trincheras. Después de la guerra, comenzó a trabajar como un fabricante de barril, una vez más. Barthas murió el 4 de mayo de 1952, en la edad de 72 años.

### Karl Kasser
Karl Kasser nació en 1889 en la localidad austriaca de Kilb. A pesar de una lesión en la mano, a los 25 - años de edad,  se consideró apto para el servicio militar. Fue capturado por los rusos durante los combates en el Frente Oriental. Este fue el comienzo de una odisea de varios años en todo el Imperio zarista, que solo terminó el 4 de octubre de 1920. Karl Kasser murió en 1976 a la edad de 87 años.

### Gabrielle West
Gabrielle West nació en 1890. Para la mujer joven de una familia británica adinerada, era muy natural servir a su país a través del trabajo voluntario. Ella se convirtió en guardia en una fábrica de municiones, donde se enfrentó a las terribles condiciones de trabajo de las mujeres allí. Su fecha de muerte es desconocida.

### Paul Pireaud
Paul Pireaud nació en 1890 en el suroeste de Francia. Al principio de la guerra, Marie y Paul Pireaud eran una pareja joven y feliz. Pero el joven agricultor se separó durante mucho tiempo de su esposa, Marie, por la guerra. Su única conexión con ella fue la correspondencia de guerra. En sus cartas habla de los sufrimientos de los soldados en el frente. Después de muchos años junto a su esposa, Paul Pireaud murió en 1970 poco antes de su 80 cumpleaños.

### Marie Pireaud
Marie Pireaud nació en 1892 cerca de París. Al principio de la guerra, Marie y Paul Pireaud eran una pareja feliz. Sin embargo, cuando su marido fue a la guerra, tuvo que hacer el trabajo duro en la granja. En sus cartas personales a Paul escribe acerca de sus celos y su gran deseo de intimidad, de ternura y el deseo un hijo. Más tarde, la pareja tuvo a un hijo. Pero por desgracia no hay nietos que puedan recordar el amor de los dos. Marie Pireaud murió ocho años después de su marido en septiembre de 1978 a la edad de 86 años.

### Vincenzo D'Aquila
Vincenzo D 'Aquila, nació el 2 de noviembre de 1893 en Sicilia. Después de la emigración de sus padres, se crio en los Estados Unidos. En la primavera de 1915, los 22 años de edad, viajó en un barco lleno de voluntarios a Europa. Los voluntarios eran hombres jóvenes que querían luchar por su antigua patria Italia. D 'Aquila murió el 26 de julio de 1971 a la edad de 78 años.

### Ernst Jünger

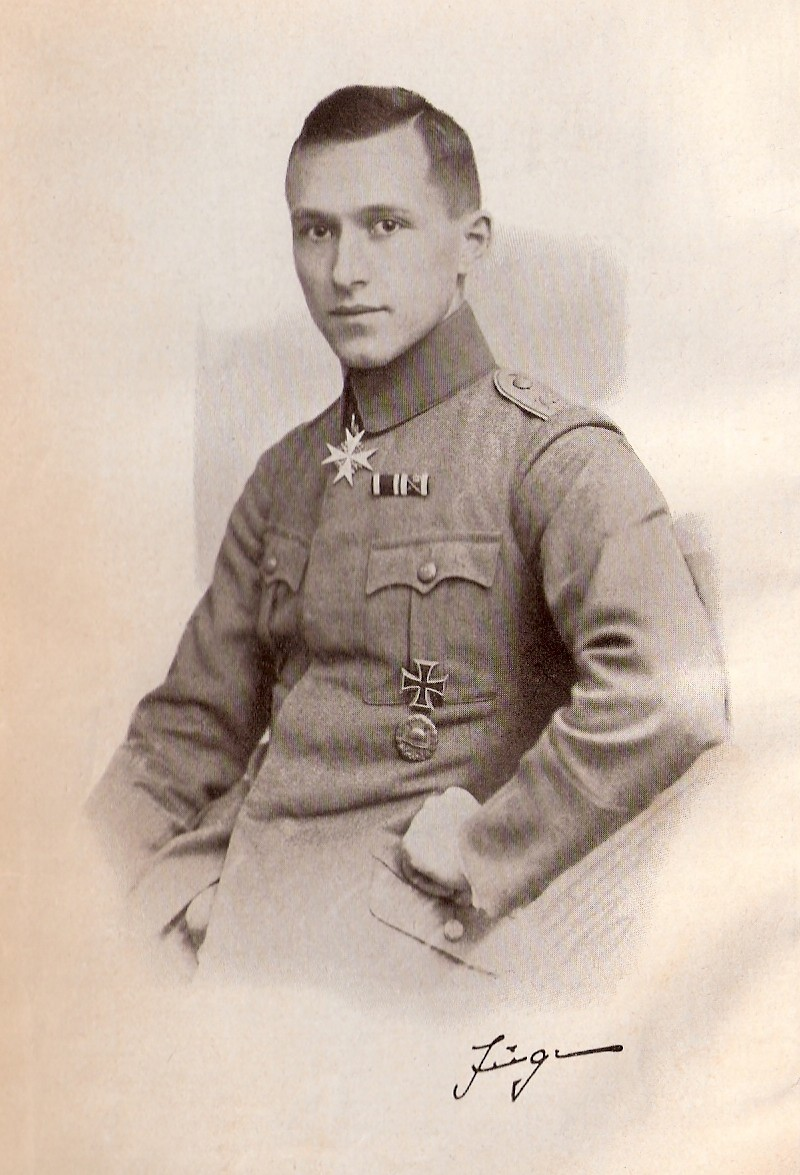
Ernst Jünger (1895–1998)

Ernst Jünger nació el 29 de marzo de 1895 en Heidelberg. El entonces estudiante de secundaria, quien más tarde se convirtió en un escritor, se inscribió en el servicio militar en agosto de 1914. A finales de 1914, fue destinado al frente en Francia. Sobrevivió varias batallas antes del final de la guerra en 1918, incluyendo las sangrientas batallas de Somme. Murió en 1998 a la edad de 102 años en el hospital de Riedlingen.

### Marina Yurlova
Marina Yurlova nació en 1900 en un pequeño pueblo en el Cáucaso. La hija de un coronel de cosacos de Kubán  tenía solo 14 años cuando su padre fue a la guerra en agosto de 1914. En la búsqueda de su padre, se convirtió en un niño soldado en el ejército ruso. En 1917 se vio envuelta en el torbellino de la Revolución Rusa. En 1984 Marina Yurlova murió a la edad de 84 años.

### Elfriede Kuhr
Elfriede Alice Kuhr (conocida como Piete) nació el 25 de abril de 1902 en Schneidemühl (actual Piła), a 100 km de la frontera con Rusia, en ese entonces una ciudad alemana que hoy pertenece a Polonia. Al inicio de la guerra, con 12 años de edad y viviendo con su abuela, celebró las victorias alemanas; pero luego experimentó cómo la guerra generaba sufrimiento y miseria. Falleció el 29 de marzo de 1989 a la edad de 86 años.

### Yves Congar
Yves Congar nació el 8 de abril de 1904 en Sedan en el norte de Francia, donde se crio bien protegido hasta la edad de diez años. En 1914, tuvo que experimentar la invasión alemana y el inicio de una ocupación de cuatro años en su ciudad natal. Más tarde se convertiría en un teólogo católico y cardenal. Yves Congar murió el 22 de junio de 1995 a la edad de 91 años en París.

### Reparto
Los 14 personajes principales de la serie son interpretados por los siguientes actores.
| Personaje               | Actor                     |
| ----------------------- | ------------------------- |
| Charles Edward Montague | David Acton               |
| Marie Pireaud           | Emilie Aubertot           |
| Sarah Broom Macnaughtan | Celia Bannerman           |
| Louis Barthas           | Mikaël Fitoussi           |
| Caroline Ethel Cooper   | Megan Gay                 |
| Käthe Kollwitz          | Christina Große           |
| Paul Pireaud            | Lazare Herson-Macarel     |
| Ernst Jünger            | Jonas Friedrich Leonhardi |
| Vincenzo d‘Aquila       | Jacopo Menicagli          |
| Elfriede Kuhr           | Elisa Monse               |
| Karl Kasser             | David Oberkogler          |
| Yves Congar             | Antoine de Prekel         |
| Gabrielle M. West       | Naomi Sheldon             |
| Marina Yurlova          | Natalia Witmer            |

## Presupuesto
El presupuesto para la versión en alemán fue de alrededor de € 6.000.000, para las versiones internacionales en su conjunto el presupuesto fue de más de 8 millones de euros.

## Emisión
Con motivo del 100 º aniversario del inicio de la Primera Guerra Mundial, la cadena de televisión, ARTE, emitirá una serie de ocho partes que comienza el 29 de abril de 2014 en paralelo en Alemania y Francia.
Los canales ARD / ORF transmitirá la serie en cuatro episodios de 45 minutos cada uno.

## Episodios
Esta lista de episodios contiene los ocho episodios de la serie dramática "14 - Diarios de la Primera Guerra Mundial", ordenados por fecha de emisión en ARTE.
| N.º | Título        | Director  | Guionista                                | Fecha de emisión          | Audiencia Alemania/Francia |
| --- | ------------- | --------- | ---------------------------------------- | ------------------------- | -------------------------- |
| 1   | El precipicio | Jan Peter | Yury Winterberg, Jan Peter               | 29 de abril. 2014, 20:15  | 1,6%/2,3%                  |
| 2   | El ataque     | Jan Peter | Jan Peter                                | 29 de abril. 2014, 21:15  | 1,3%/2,5%                  |
| 3   | La herida     | Jan Peter | Yury Winterberg, Jan Peter               | 6 de mayo de 2014, 20:15  | 1,1%/2,0%                  |
| 4   | La añoranza   | Jan Peter | Jan Peter, Yury Winterberg               | 6 de mayo de 2014, 21:15  | 1,4%/2,1%                  |
| 5   | El exterminio | Jan Peter | Jan Peter, Yury Winterberg, Stephan Falk | 6 de mayo de 2014, 22:15  | 1,5%/3,0%                  |
| 6   | La patria     | Jan Peter | Jan Peter, Yury Winterberg               | 13 de mayo de 2014, 20:15 | 1,2%/1,7%                  |
| 7   | La rebelión   | Jan Peter | Jan Peter, Florian Huber                 | 13 de mayo de 2014, 21:15 | 1,3%/1,8%                  |
| 8   | La decisión   | Jan Peter | Jan Peter, Yury Winterberg               | 13 de mayo de 2014, 22:15 | 1,6%/2,6%                  |

## Música
La música original fue compuesta por el compositor franco-canadiense Laurent Eyquem. Los coros fueron grabados en Praga.

## DVD y Blu-Ray
La edición alemana de la serie en DVD y Blu-ray se estrena el 14 de mayo de 2014

## Libros
La serie va acompañada de dos libros. Uno titulado "14 – Tagebücher des Ersten Weltkriegs"  que fue publicado por BBC Books en el Reino Unido, y Bucher Verlag en Alemania. En ocho capítulos, el libro presenta fotografías de alta resolución, que fueron tomadas antes y durante la Primera Guerra Mundial junto con pasajes de los diarios de la serie. El prólogo fue escrito por Peter Englund.
El otro libro se titula  "14- Der grosse Krieg", de Oliver Janz que fue publicado en octubre de 2013 por Campus Verlag

## Recepción y premios

### Recepción
La serie tuvo una buena acogida por la crítica en general. Numerosos diarios y canales de noticias se hicieron eco de su estreno. Entre ellos el diario alemán Süddeutsche Zeitung quien destacó el punto de vista intimista que adopta la serie para narrar un acontecimiento histórico. El Semanario Der Spiegel en su edición digital elogió también el detallado tratamiento de los personajes y la bien lograda puesta en escena de la serie. Así como criticó la forma un tanto arbitraria de utilizar el material de archivo. Por su parte el diario die tageszeitung cuestionó la dramaturgia de la serie y sobre todo el método utilizado por el director en que los personajes le hablan directamente a la cámara.

### Premios
La serie recibió el 17 de junio de 2014 el prestigioso Premio Especial del Jurado del premio  Robert Geisendörfer de la Iglesia Evangélica de Alemania. En el comunicado,  el jurado, escribió: "La perspectiva multinacional,  de "14 - Diarios de la Primera Guerra Mundial" muestra que como todas las guerra no solo enemigos luchan entre sí, sino también personas sufren y mueren juntas. Con su enfoque global, 14 ' es una película contra la guerra. Cineastas de 28 países y canales de televisión de 18 países hicieron de la serie un evento mundial de televisión"
El proyecto Web francesa de la serie bajo el título "1914 - "día a día " fue premiado en el Festival de Cine de Biarritz en 2014 con el principal premio FIPA d'or.